# Stade Vélodrome
Das Stade Vélodrome, aufgrund eines Namenssponsorings seit 2016 offiziell Orange Vélodrome, ist ein Fußballstadion im 8. Arrondissement der südfranzösischen Hafenstadt Marseille. Die 1937 eingeweihte Sportstätte wurde für die Fußball-Europameisterschaft 2016 umgebaut. Vor den Bauarbeiten für die EM 2016 bot es 60.301 Plätze. Während der Saison 2013/14 war das Stadion für 48.000 Besucher zugelassen. Momentan bietet die Spielstätte auf den vier Rängen 67.394 Plätze. Damit ist es das größte Stadion in Frankreich, in dem ein Verein spielt. Noch größer ist nur das französische Nationalstadion, das Stade de France in Saint-Denis.
Das Stade Vélodrome gehört der Stadt Marseille und ist die Heimat des Fußballclubs Olympique Marseille. Es ist außerdem noch eine Spielstätte der französischen Rugbynationalmannschaft und war Austragungsort bei der Fußball-Weltmeisterschaft 1998, der Rugby-Union-Weltmeisterschaft 2007 und der Rugby-Union-Weltmeisterschaft 2023. Zudem war das Stadion Spielstätte bei den Rugby-League-Weltmeisterschaften 1954, 1972 und 1975. 2017 startete und endete hier die 20. Etappe der Tour de France, ein Einzelzeitfahren.

## Geschichte

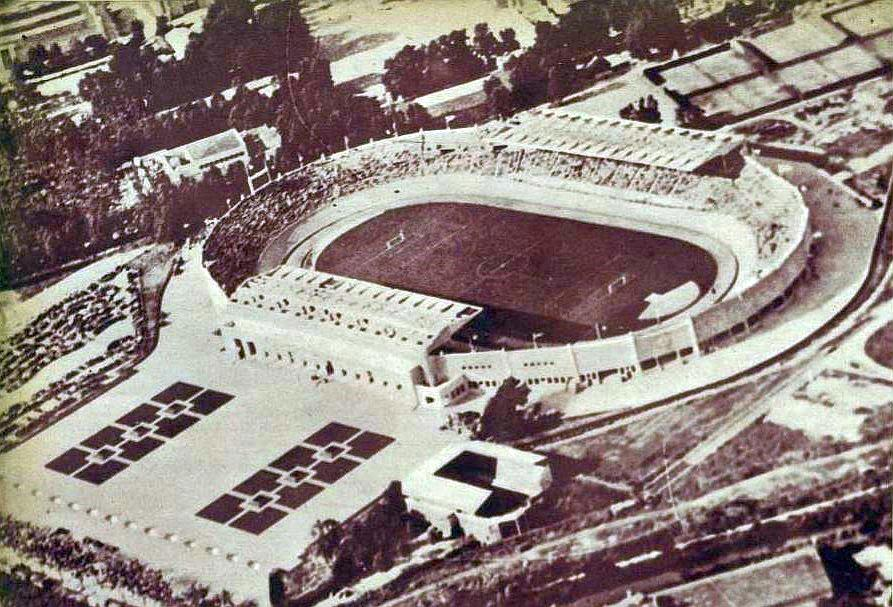
Luftaufnahme vom 13. Juni 1937, dem Tag der Einweihung

Das ursprüngliche Stadion mit 30.000 Plätzen wurde für die Fußball-Weltmeisterschaft 1938 gebaut und am 13. Juni 1937 mit dem Freundschaftsspiel Olympique Marseille gegen den AC Torino (2:1) eingeweiht. Ursprünglich war das Spielfeld von einer Radrennbahn umgeben, die dem Stadion den Namen gab. Für die Weltmeisterschaft 1998 wurde das Stadion renoviert und erweitert. Der mit diesem Umbau verbundenen Erweiterung der Zuschauerränge fiel die Radrennbahn zum Opfer, das Stadion behielt aber seinen ursprünglichen Namen. Marseille hat noch eine offene Radrennbahn, die rund sieben Kilometer nordöstlich des Stadions im Stadtteil Les Olives im 13. Arrondissement liegt.
Im Dezember 2005 stellte der Bürgermeister von Marseille ein Modell für eine erneute Erweiterung der Kapazität auf 80.000 Zuschauer vor. Diese Pläne stießen aber auf starke Kritik in der Bevölkerung, da die Baukosten als zu hoch angesehen wurden. Aufgrund dieser Kritik und ungesicherter Finanzierung wurden die Pläne gestoppt. Beim Spiel der UEFA Champions League 2007/08 zwischen Marseille und dem FC Liverpool am 11. Dezember 2007 war das Stade Vélodrome erstmals ausverkauft (60.031 Zuschauer); bis dahin stand der Rekord bei 58.897 aus dem Jahr 2004.

## Ausbau zur Weltmeisterschaft 1998
Da Frankreich die Weltmeisterschaft 1998 ausrichtete, wurde im März 1995 eine Ausschreibung für eine umfassende Renovierung des Vélodrome gestartet, bei der die Kapazität auf 60.000 Plätze erhöht werden sollte. Die Arbeitsgemeinschaft Chagnaud - Travaux du Midi / Buffi gewann die Ausschreibung. Die Renovierungskosten in Höhe von 391,9 Millionen Francs wurden zwischen dem Staat und den lokalen Behörden aufgeteilt. Die Struktur wurde vollständig überarbeitet: Nur ein Teil der Jean-Bouin-Tribüne (einschließlich der Fassade des Stadions) und die oberen Ränge der Ganay-Tribüne blieben erhalten. Vor Ort wurden 20.000 m³ Beton gegossen, 32 km Tribünen gebaut sowie 400 Treppenläufe, 650 Tonnen Tragwerk und 1.500 Tonnen Bewehrungseisen.
Das letzte Spiel des „alten Vél’“ fand im Februar 1996 statt und endete mit einer Zeremonie, bei der ehemalige Spieler des Vereins wie Josip Skoblar, Jean-Pierre Papin oder Mario Zatelli ihre Fußabdrücke auf Betonplatten hinterließen, die heute im OM-Museum-Shop ausgestellt sind. Die zerstörten Tribünenstücke wurden in den Olympique-Boutiquen verkauft. Erste Fragen zur Zukunft des Vélodrome tauchten auf, und im Stadion hingen Banner, die das Fehlen eines Daches am neuen Vélodrome kritisierten. Zudem befürchtete man, dass die Kapazität des Stadions zu groß sei; es wurde entschieden, dass die meistgenutzte Konfiguration in der Meisterschaft ein Stadion mit 40.000 verfügbaren Plätzen sein würde, indem die oberen Tribünen geschlossen werden, wobei die maximale Konfiguration für Weltmeisterschaftsspiele und „große OM-Spiele“ reserviert ist. Diese Idee wurde aufgegeben, da OM in den meisten Fällen mehr als 50.000 Fans anzog.
Am 4. Dezember 1997 fand die Auslosung der Weltmeisterschaft 1998 in der neuen Vélodrome-Arena statt, die sieben Spiele beherbergte.

## Ausbau zur Europameisterschaft 2016

Luftaufnahme von 2016

Für die Fußball-Europameisterschaft 2016 ist das Stade Vélodrome überdacht und auf rund 67.000 Plätze erweitert worden. Mit dem Bau wurde im März 2011 begonnen, die Fertigstellung des Stadions sollte im Sommer 2014 erfolgen. Zusätzlich sollte bis 2016 eine neue Mantelbebauung mit einem Einkaufszentrum errichtet werden.
Im Sommer 2009 stimmte der Stadtrat trotz erheblicher Bedenken mehrheitlich einem Vertrag zu, wonach dies in Form einer öffentlich-privaten Partnerschaft zwischen Marseille und einem Konsortium namens Arema geschehen sollte, das sich aus den Bauunternehmen GFC Construction (eine Tochterfirma von Bouygues), Eiffage und Vinci zusammensetzte. Zu diesem Zeitpunkt wurden die Gesamtkosten auf 120 bis 160 Mio. Euro beziffert, die zum Teil das Konsortium bereitstellen sollte, da die hoch verschuldete Stadt alleine dazu nicht in der Lage gewesen wäre. Allerdings hatte sich bereits 2010 herausgestellt, dass sich die Gesamtkosten tatsächlich auf 267,5 Mio. Euro belaufen würden. Davon müssen die öffentlichen Hände (vom französischen Staat über die verschiedenen regionalen Gebietskörperschaften bis zur Kommune) 135 Mio. zuzüglich dem auf etwa 30 Mio. Euro geschätzten Verzicht auf Baugenehmigungsgebühren aufbringen, Arema hingegen lediglich gut 100 Mio. Euro. Als Gründe der Kostenexplosion wurden die Bedingung, dass der Umbau bei laufendem Spielbetrieb von Olympique Marseille erfolgen müsse, der Wunsch nach einem angrenzenden zusätzlichen kleinen Stadion und die ursprünglich ebenfalls nicht eingeplante Berücksichtigung einer erdbebensicheren Bauweise genannt.
Dafür, dass Arema für die Baukosten finanziell in Vorlage tritt, sollte das Konsortium von 2013 bis zum Jahr 2044 jährlich 23,5 Mio. Euro, insgesamt also beinahe 730 Mio. Euro, aus dem Verkauf der Namensrechte, den Eintrittsgeldern diverser Veranstaltungen, sowie – so beabsichtigt es zumindest die Stadtverwaltung – vom Hauptmieter Olympique Marseille erhalten; dann müsste die klamme Kommune nichts dazubezahlen. Für den Verein würde dies ab Fertigstellung des Stadions eine jährliche Mietzahlung von 8 Mio. Euro bedeuten, mithin mehr als fünf Mal so viel wie bisher (1,5 Mio. Euro pro Jahr). Dazu ist der Verein, der an der Vertragsgestaltung im Vorwege nicht beteiligt worden war, nicht bereit. Er weist zudem darauf hin, dass er während der Umbauphase einen massiven Rückgang der Einnahmen aus den Eintrittsgeldern hinzunehmen hat: betrug die mittlere Zuschauerzahl bei Punktspielen in der Saison 2010/11 noch gut 51.000 Besucher, ist sie in der Saison 2012/13 auf etwas über 33.000 zurückgegangen. Über die dreijährige Bauphase hochgerechnet, entspricht dies einem Einnahmeminus von rund 30 Mio. Euro abzüglich der 4,35 Mio., die Olympique einspart, weil es währenddessen lediglich symbolische 50.000 Euro pro Jahr Miete an die Stadt bezahlen muss.
Die offizielle Einweihung des umgebauten Stade Vélodrome fand am 16. Oktober 2014 statt. Knapp zwei Wochen später am Tag der offenen Tür am 25. und 26. Oktober strömten 55.000 Besucher in die umgestaltete Heimstätte von OM. Am 18. November 2014 traf die französische Fußballnationalmannschaft im ersten Länderspiel nach der Neueröffnung auf Schweden und siegte mit 1:0.
Am 15. März 2015 wurde zum dritten Mal in der Saison 2014/15 ein neuer Besucherrekord aufgestellt. Bei der Partie des Tabellendritten OM gegen den Ersten Olympique Lyon waren 62.832 Zuschauer anwesend. Damit wurde der Rekord vom 21. Dezember 2014 mit 62.408 Besuchern beim Spiel gegen den OSC Lille gebrochen.
Auf einer Pressekonferenz am 3. Juni 2016 im Rathaus der Stadt mit Bürgermeister Jean-Claude Gaudin, Stéphane Richard (PDG von Orange) und Bruno Botella (Präsident der Betreibergesellschaft Arema) wurde die Umbenennung des Stade Vélodrome verkündet. Die Arema einigte sich mit dem Telekommunikationsanbieter Orange auf einen Sponsoringvertrag über zehn Jahre. Seit der Saison 2016/17 trägt die Fußballarena den offiziellen Namen Orange Vélodrome. Jährlich soll das Unternehmen etwa 2 bis 2,7 Mio. Euro zahlen. Darüber hinaus sollen im Stadion 1000 WLAN-Terminals installiert werden. Dadurch könnten bei den Spielen von OM rund 20.000 Zuschauer das Internet parallel nutzen. Der neue Name wurde nach der Fußball-Europameisterschaft am Stadion angebracht.

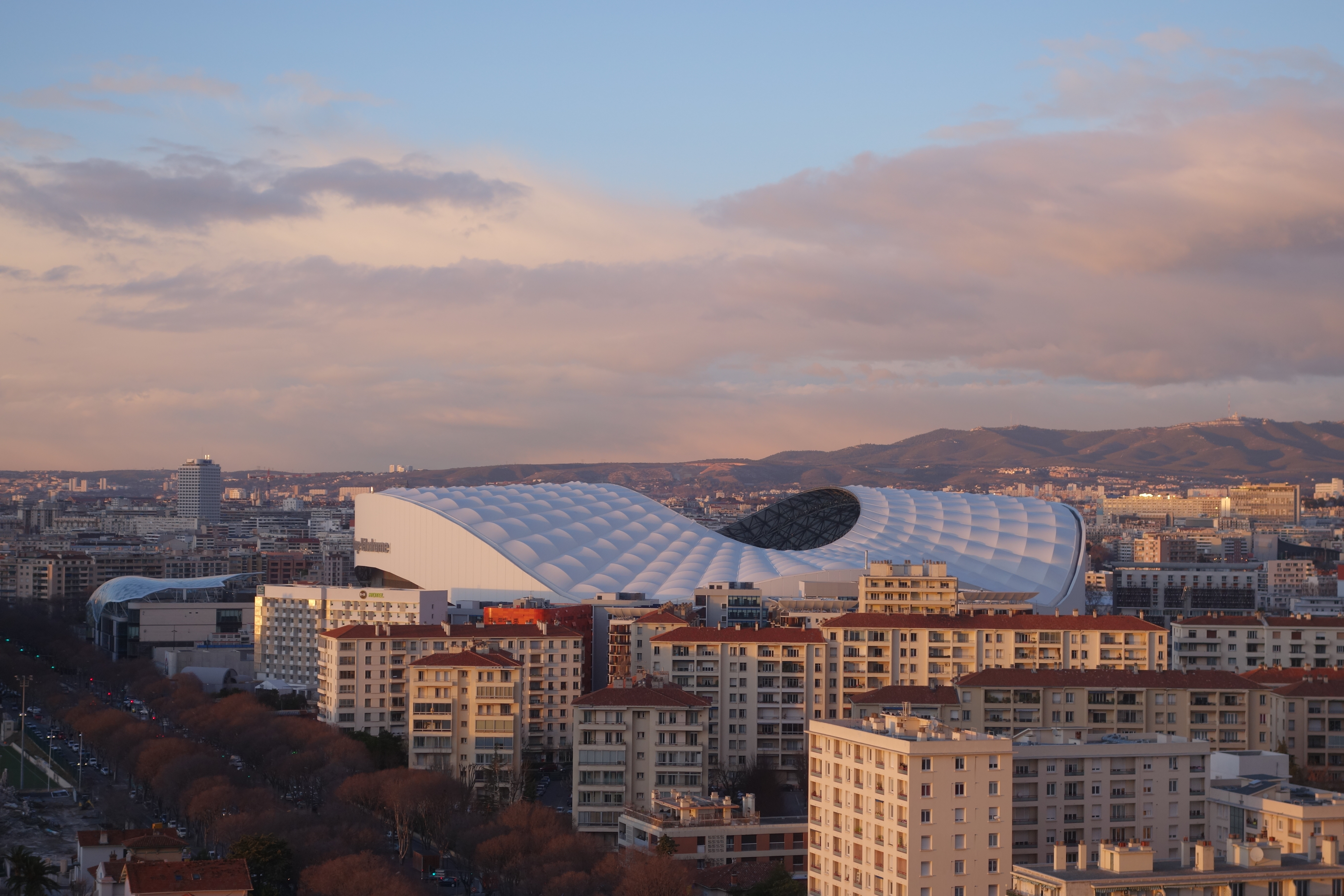
Das Stadion von der Cité Radieuse fotografiert (Dezember 2017)

Am 1. Oktober 2018 gab die European Professional Club Rugby (EPCR) bekannt, dass die Endspiele im European Rugby Champions Cup wie im European Challenge Cup 2020 im Orange Vélodrome in Marseille ausgetragen werden.
Im Februar 2021 erklärte Bürgermeister Benoît Payan die Bereitschaft zum Verkauf des Stadions. Der Grund dafür sei die „katastrophale“ finanzielle Lage der Stadt. Es soll ein Käufer gefunden werden, um die Stadtkasse zu entlasten. Olympique Marseille zahlt jährlich fünf Mio. Euro für die Nutzung der Spielstätte. Nach Berechnungen müssten es mindestens acht Mio. Euro sein. Von 2012 bis 2017 subventionierte die Stadt das Stadion mit insgesamt 52,2 Mio. Euro.

### Spiele zur Fußball-Weltmeisterschaft 1998
| Datum         | Runde         | Heim        | Gast        | Ergebnis                        |
| ------------- | ------------- | ----------- | ----------- | ------------------------------- |
| 12. Juni 1998 | Vorrunde      | Frankreich  | Südafrika   | 3:0 (1:0)                       |
| 15. Juni 1998 | Vorrunde      | England     | Tunesien    | 2:0 (1:0)                       |
| 20. Juni 1998 | Vorrunde      | Niederlande | Südkorea    | 5:0 (2:0)                       |
| 23. Juni 1998 | Vorrunde      | Brasilien   | Norwegen    | 1:2 (0:0)                       |
| 27. Juni 1998 | Achtelfinale  | Italien     | Norwegen    | 1:0 (1:0)                       |
| 4. Juli 1998  | Viertelfinale | Niederlande | Argentinien | 2:1 (1:1)                       |
| 7. Juli 1998  | Halbfinale    | Brasilien   | Niederlande | 1:1 n. V. (0:0, 1:1), 4:2 i. E. |

## Spiele zur Fußball-Europameisterschaft 2016
| Datum         | Runde         | Heim        | Gast       | Ergebnis                        |
| ------------- | ------------- | ----------- | ---------- | ------------------------------- |
| 11. Juni 2016 | Vorrunde      | England     | Russland   | 1:1 (0:0)                       |
| 15. Juni 2016 | Vorrunde      | Frankreich  | Albanien   | 2:0 (0:0)                       |
| 18. Juni 2016 | Vorrunde      | Island      | Ungarn     | 1:1 (1:0)                       |
| 21. Juni 2016 | Vorrunde      | Ukraine     | Polen      | 0:1 (0:0)                       |
| 30. Juni 2016 | Viertelfinale | Polen       | Portugal   | 1:1 n. V. (1:1, 1:1), 3:5 i. E. |
| 7. Juli 2016  | Halbfinale    | Deutschland | Frankreich | 0:2 (0:1)                       |

## Tribünen
Insgesamt bietet das Stade Vélodrome 67.394 Plätze.
- Tribune Jean Bouin: 18.851
- Tribune Ganay: 22.321
- Virage Sud: 12.937
- Virage Nord: 12.947
- 1.263 V.I.P.-Sitze in 80 Logen
- 371 rollstuhlgerechte Plätze

## Galerie

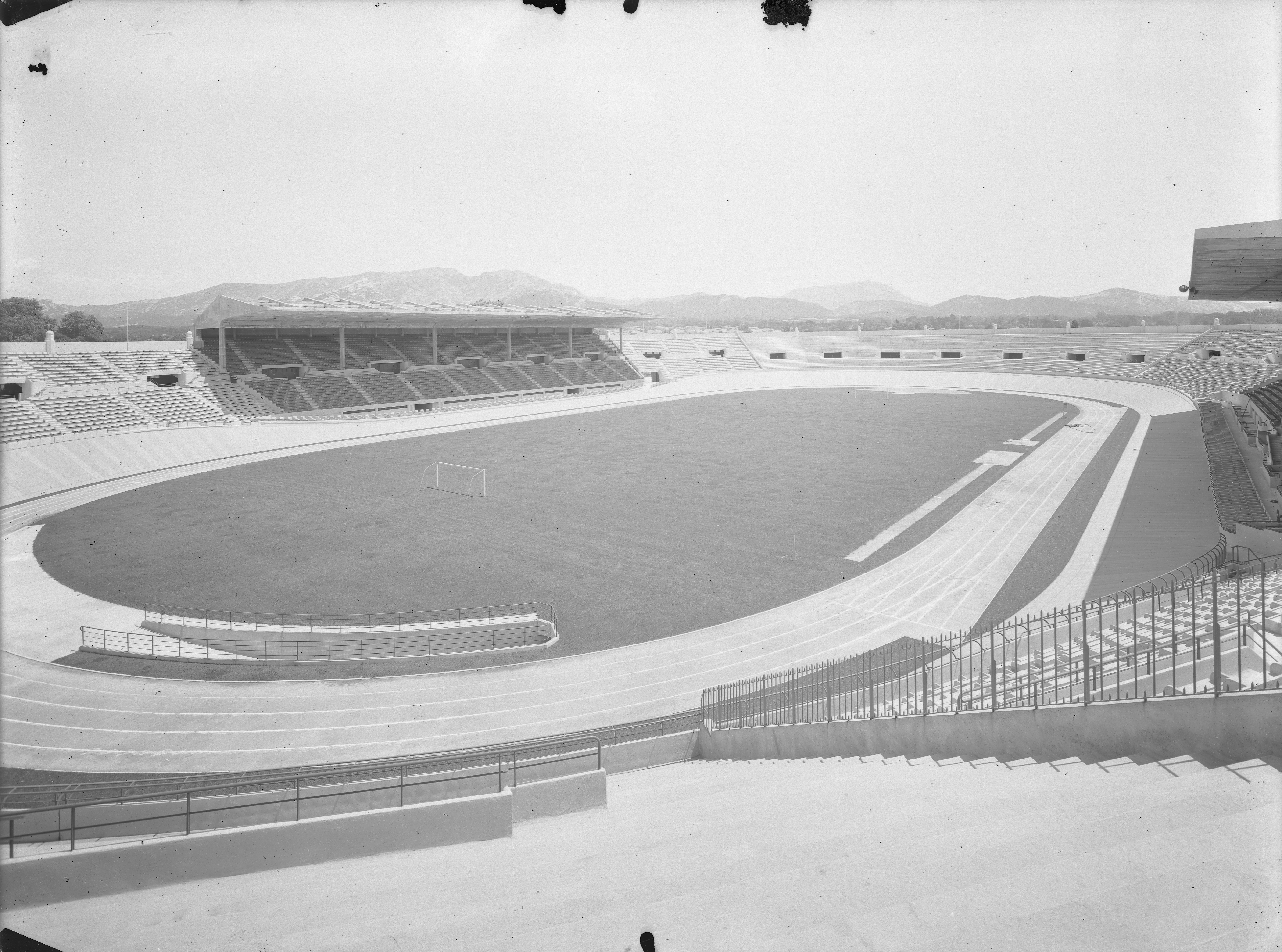
Ursprünglicher Innenraum mit Radrennbahn und Laufbahn (1937)
Das Stadion vor dem Umbau zur EURO 2016
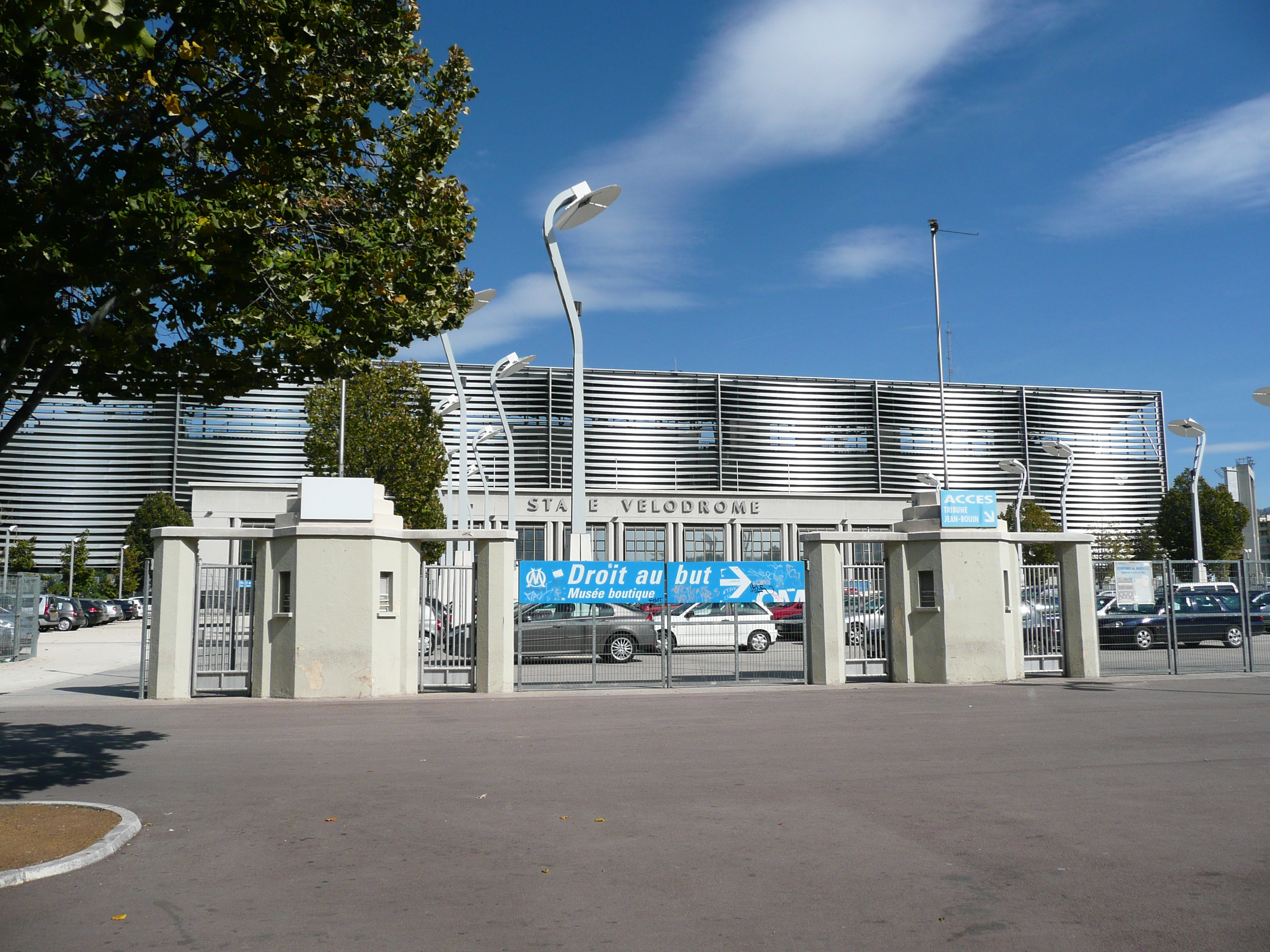
Eingangsbereich des Stadions (2008)
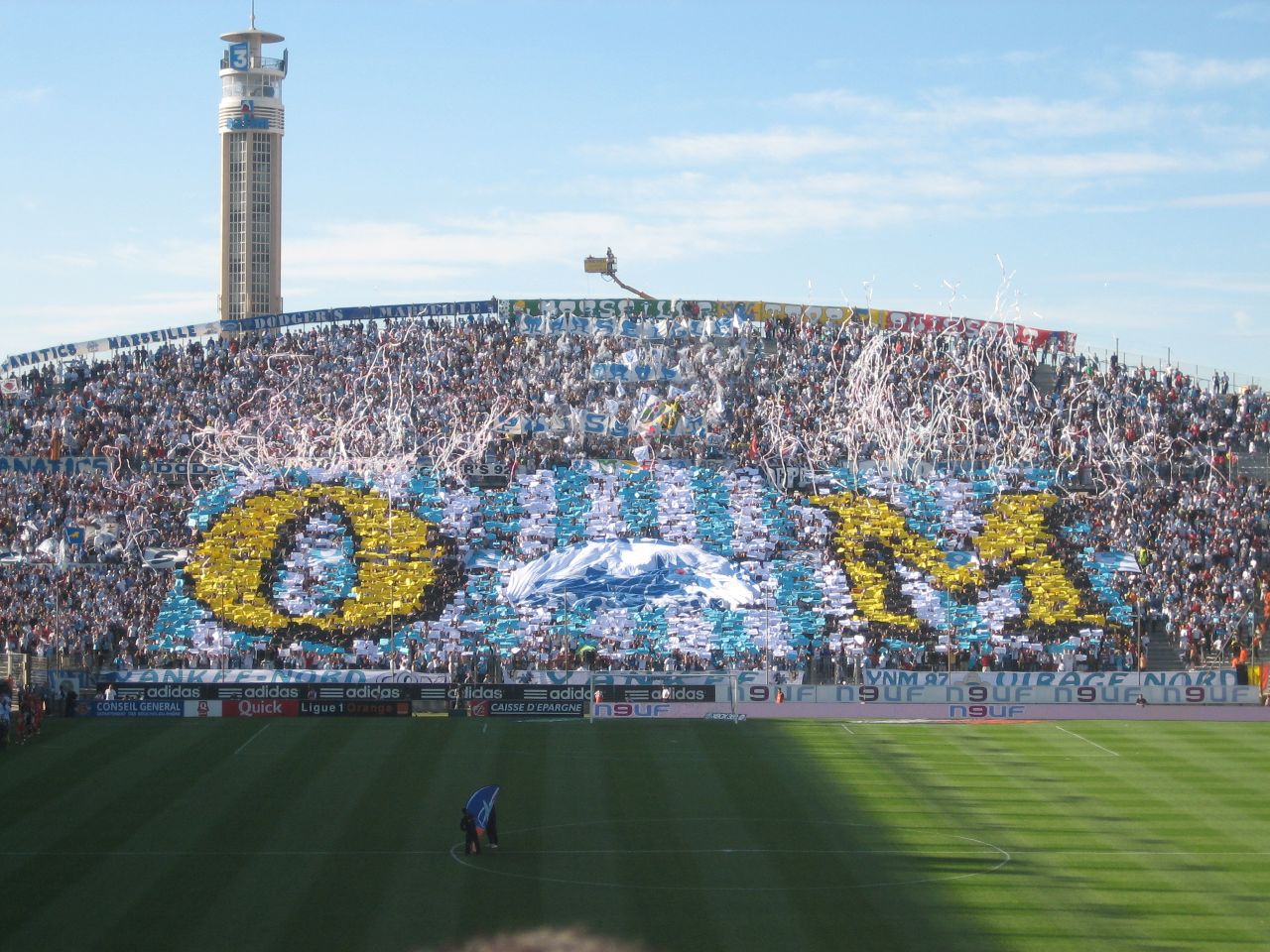
OM-Fans auf der Virage Nord (2006)
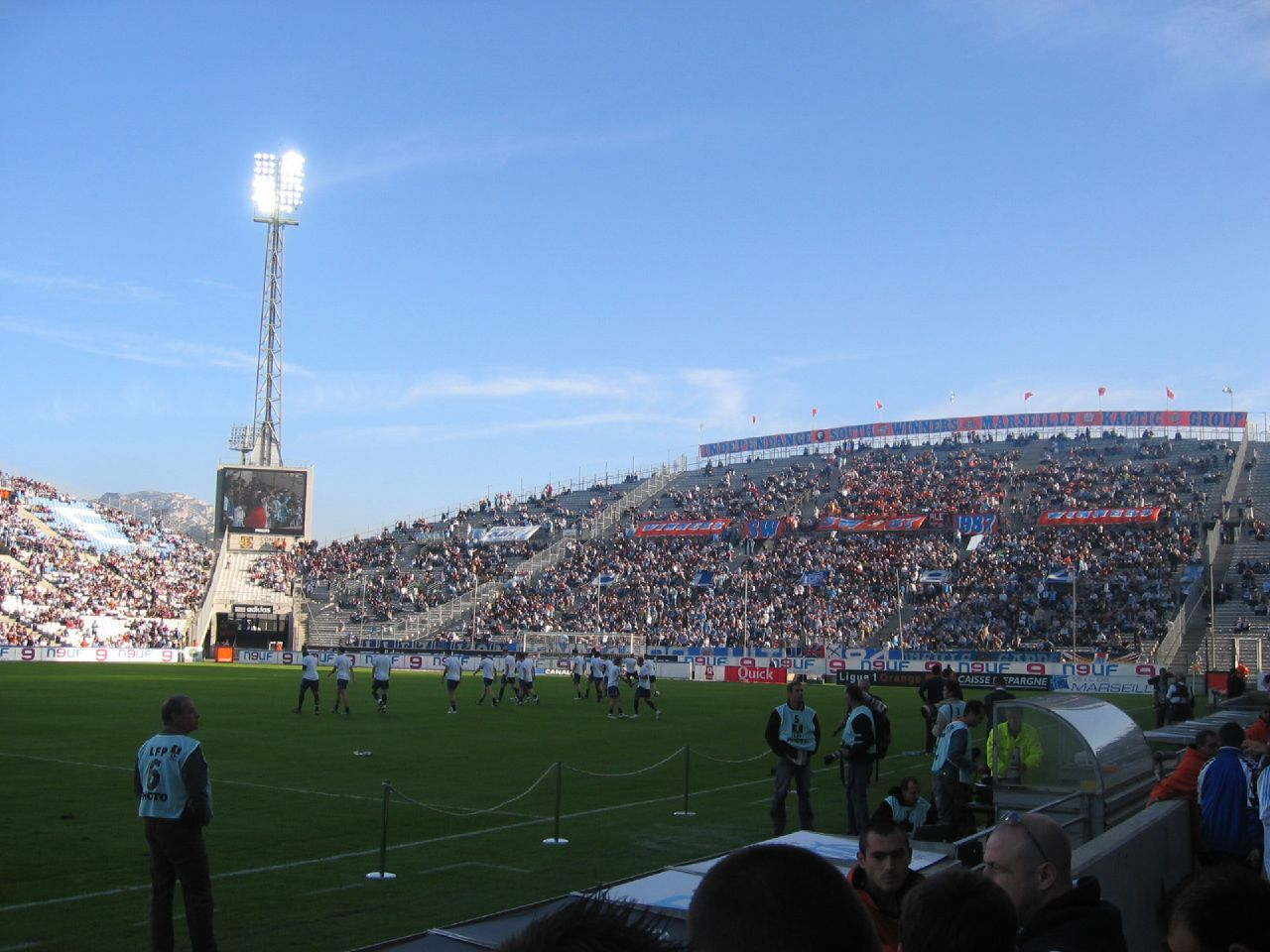
Virage Sud (2005)
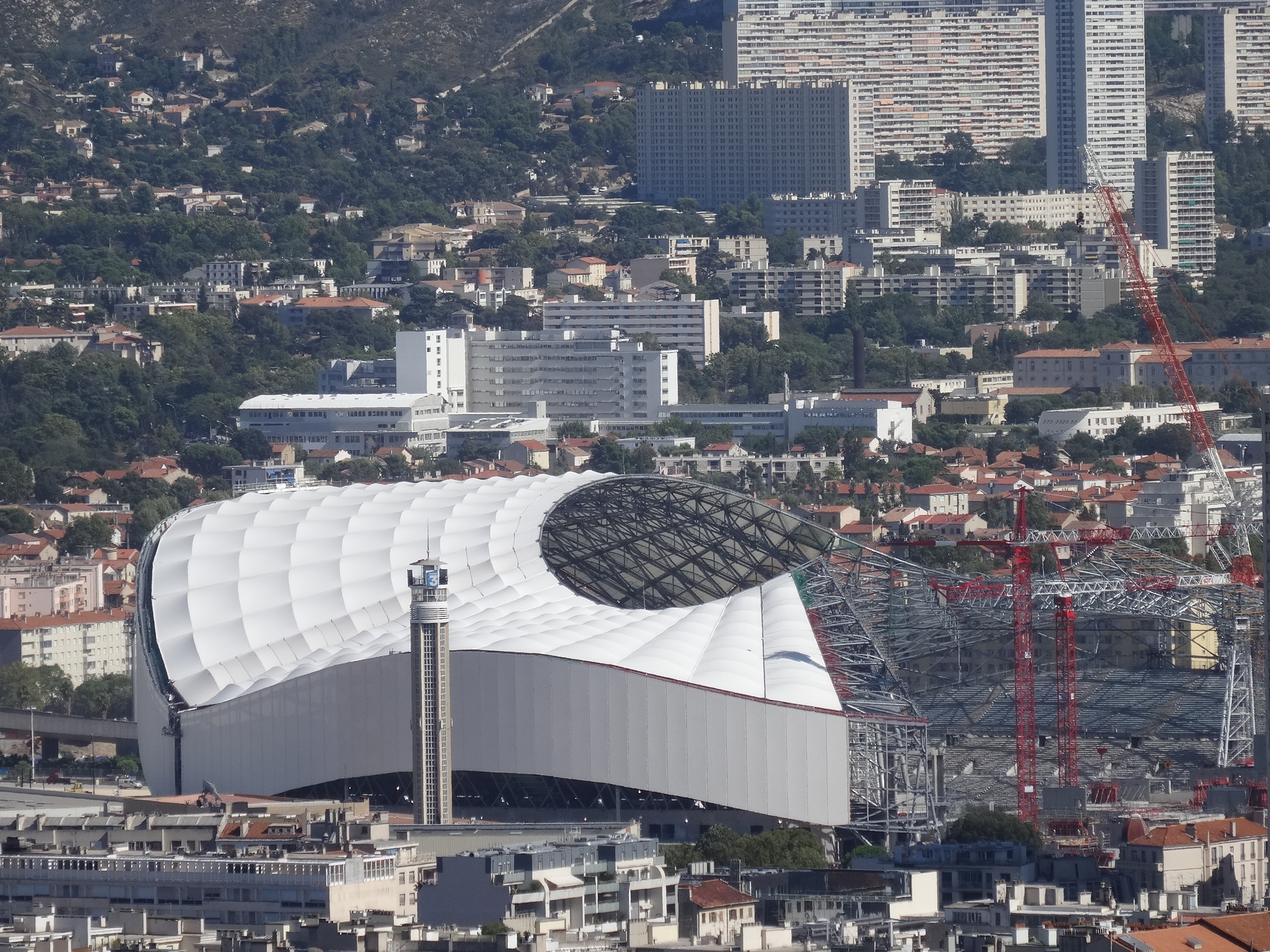
Das im Umbau befindliche Stadion im August 2013
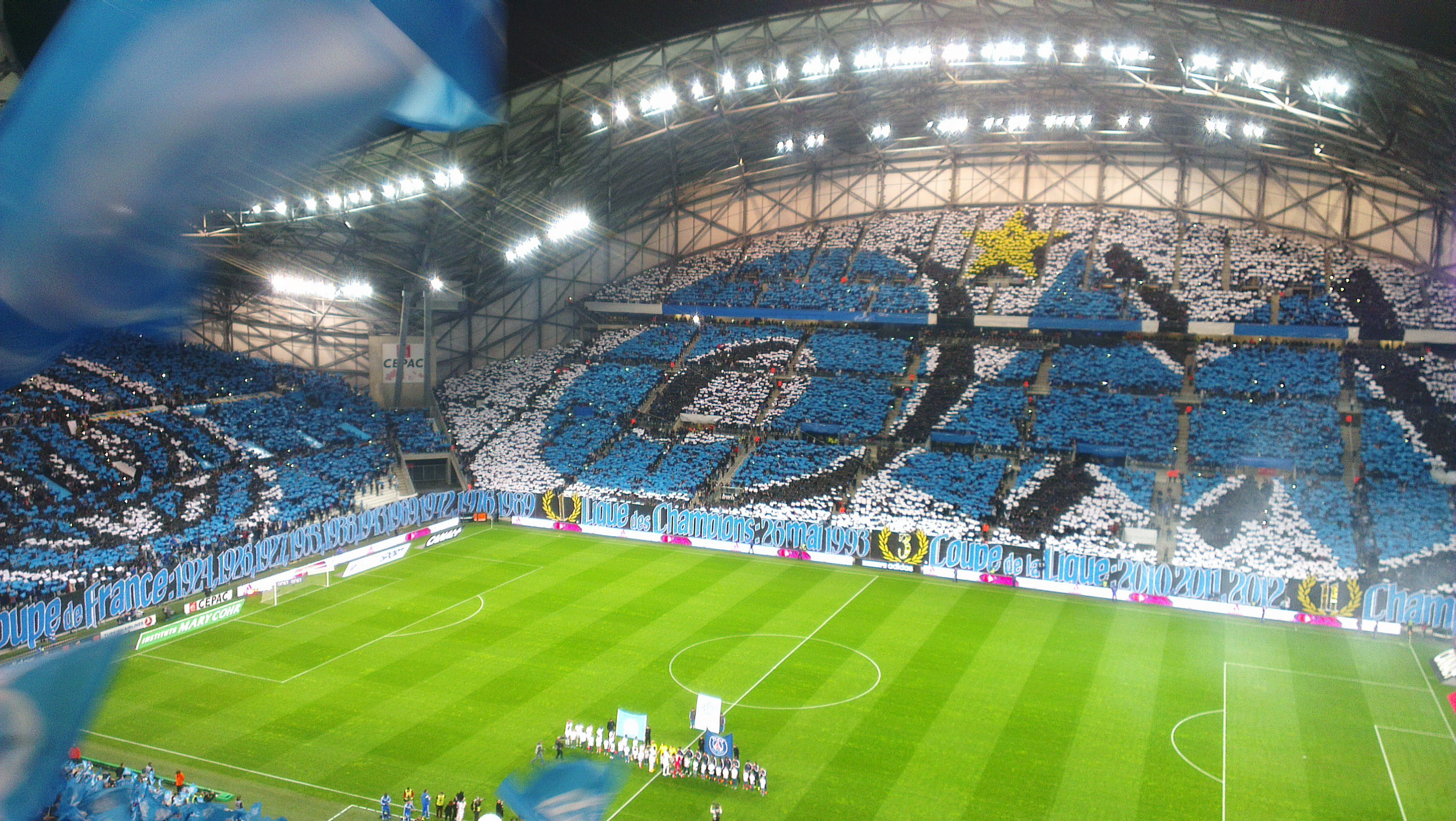
Fan-Choreographie im April 2015